# Satanas (geslacht)
Satanas is een geslacht van vliegen uit de familie van de roofvliegen (Asilidae). De wetenschappelijke naam is voor het eerst geldig gepubliceerd in 1908 door Gheorghii Gheorghievich Jacobson. 
Dit geslacht komt voor in het Palearctisch gebied. Het zijn grote, opvallende vliegen met een lang abdomen dat spits uitloopt, vooral bij de wijfjes. De vliegen zijn 35 tot 45 mm lang. Uiterlijk vertoont het geslacht veel overeenkomst met het geslacht Proctacanthus uit Amerika; enkele Satanas-soorten werden ook oorspronkelijk bij Proctacanthus ingedeeld, zoals Satanas niveus (Macquart, 1838) en Satanas gigas (Eversmann, 1855).

## Soorten
- S. agha Engel, 1934
- S. fuscanipennis (Macquart, 1855)
- S. gigas (Eversmann, 1855)
- S. minor (Portschinsky, 1887)
- S. niveus (Macquart, 1838)
- S. testaceicornis (Macquart, 1855)